# Gonatium nemorivagum
Gonatium nemorivagum är en spindelart som först beskrevs av O. Pickard-Cambridge 1875.  Gonatium nemorivagum ingår i släktet Gonatium och familjen täckvävarspindlar. Inga underarter finns listade i Catalogue of Life.